# 2834 Christy Carol
2834 Christy Carol eller 1980 TB4 är en asteroid i huvudbältet som upptäcktes den 9 oktober 1980 av den amerikanska astronomen Carolyn S. Shoemaker vid Palomar-observatoriet. Den är uppkallad efter upptäckarens dotter, Christine Carol Woodard.
Asteroiden har en diameter på ungefär 11 kilometer.